# Atomisdat
Atomisdat (russisch Атомиздат) war ein sowjetischer Wissenschaftsverlag.
Der Verlag publizierte Bücher und Zeitschriften zu Fragen der Kernphysik. Er existierte von 1957 bis 1981 und ging dann im Verlag Energoisdat auf.